# Hans Findeisen
Hans Findeisen (* 28. Februar 1903 in Berlin; † 15. Juli 1968 in Neuwied) war ein auf Nordasien und seine Völker und Religionen spezialisierter deutscher Völkerkundler, Religionswissenschaftler und Sprachforscher, der den klassischen Schamanismus erforschte.

## Biografie
Hans Findeisen arbeitete zwischen 1922 und 1934 als wissenschaftlicher Hilfsarbeiter am Museum für Völkerkunde. 1926 wurde er mit der Arbeit Die Fischerei im Leben der altsibirischen Völker promoviert. Von 1934 bis 1941 lehrte er als Dozent am Seminar für Orientalische Sprachen an der Friedrich-Wilhelm-Universität in Berlin. 1937/38 war Findeisen wissenschaftlicher Mitarbeiter am Forschungsinstitut für Kulturmorphologie in Frankfurt am Main bei Leo Frobenius und gründete 1948 das Institut für Menschen- und Menschheitskunde in Augsburg. Sein Forschungsschwerpunkt lag in Nordeurasien, unter anderem beschäftigte er sich mit dem Phänomen des Schamanismus. Findeisen unternahm Feldforschungen u. a. bei den Krimtataren, bei den Samen Finnisch-Lapplands sowie bei den Keten am Jenissej in Mittelsibirien, wo er 1927/28 eine Walzensammlung mit ketischen, burjatischen und tungusischen Liedern, Märchen und Erzählungen für das Berliner Phonogramm-Archiv aufnahm.
Er war Dozent für nordasiatische Völkerkunde, Korrespondierendes Mitglied der Ukrainischen Freien Akademie der Wissenschaften und Korrespondierendes Mitglied der Finnisch-Ugrischen Gesellschaft in Helsinki (Finnland).
Er gab auch die Reihe Abhandlungen und Aufsätze aus dem Institut für Menschen- und Menschheitskunde heraus, zu der er zahlreiche Beiträge verfasste.

## Institut für Menschen- und Menschheitskunde
Das „Institut für Menschen- und Menschheitskunde“ war eine 1949 gegründete private Forschungseinrichtung, dessen Leiter und offensichtlich einzige Mitarbeiter Hans Findeisen war.
Zur nationalsozialistischen Zeit versuchte Findeisen, nachdem er seine feste Anstellung am Museum für Völkerkunde verlor, zweimal vergeblich, sich zu habilitieren. Er selbst führte seine beruflichen und wissenschaftlichen Schwierigkeiten auf Intrigen anderer zurück, sehr wahrscheinlich trug er aber auch selbst durch eigenwilliges Verhalten und mangelndes Gespür für die Gepflogenheiten des akademischen Betriebs dazu bei. Obwohl er sich offensiv um die Anerkennung und Förderung seiner Arbeit durch nationalsozialistische Stellen bemühte, galt er teilweise als politisch unzuverlässig. Auch warf man ihm vor, während der Tätigkeit im Museum für Völkerkunde Berlin in den 20er Jahren seine Arbeit vernachlässigt und unangemessenes Verhalten gegen Kolleginnen gezeigt zu haben.
Nach dem Krieg wohnte Findeisen zunächst in Augsburg und war dort als Privatgelehrter tätig. Im August 1961 siedelte er nach Neuwied über, wo er seine Forschungen fortsetzte. Die Thematik der Institutsveröffentlichungen stand in enger Verbundenheit mit den wissenschaftlichen Interessen und persönlichen Sympathien bzw. Antipathien Findeisens. Mit seinem Tode im Jahre 1968 hörte das Institut auf zu existieren.
Es gibt bisher keine Angaben zu den Fördermitteln des Instituts. Im Vergleich mit den anderen Einrichtungen solcher Art (wie etwa Göttinger Arbeitskreis) kann vermutet werden, dass Findeisen sein Geschäft auf eigene Kosten führte. Die Ausgaben des Instituts versuchte er, gegen Entgelt zu verbreiten. Die Preise schwankten dementsprechend zwischen DM 1.50 für ein zweiseitiger Bogen und DM 15 für eine als Heft gebundene Maschinenschrift größeren Formats.

## Veröffentlichungen (Auswahl)
- Bericht über eine Reise nach Finnisch-Lappland. In: Baessler-Archiv. Bd. 13. Berlin, 1929, S. 121–135.
- Reisen und Forschungen in Nordsibirien. Skizzen aus dem Lande der Jenissejostaken. Berlin, Selbstverlag, 1929.
- Die Fischerei im Leben der ‚altsibirschen‘ Völkerstämme. In: Zeitschrift für Ethnologie. Band 28, Berlin 1929, S. 1–73.
- Menschen in der Welt; Vom Lebenskampf der Völker in der Alten und Neuen Welt, im Polarland, in Steppe und Tropenwald. Geleitwort: Sven Hedin. Plesken, Stuttgart 1934.
- Mensch und Tier als Liebespartner in der volksliterarischen Überlieferung Nordeurasiens und der amerikanischen Arktis, unter besonderer Berücksichtigung der Schwanfrauerzählung und ihrer Genese. In: Abhandlungen und Aufsätze aus dem Institut für Menschen- und Menschheitskunde. Augsburg 1956.
- Das Tier als Gott, Dämon und Ahne : eine Untersuchung über das Erleben des Tieres in der Altmenschheit. Franckh, Stuttgart 1956. (Kosmos-Bändchen; 209)
- Schamanentum: dargestellt am Beispiel der Besessenheitspriester nordeurasiatischer Völker. Kohlhammer, Stuttgart 1957. (Urban-Bücher; 28)
- Dokumente urtümlicher Weltanschauung der Völker Nordeurasiens : ihre Mythen, Mären und Legenden nach vorwiegend russischen Quellen. zusammengestellt, bearbeitet u. eingeleitet von Hans Findeisen. Anthropological Publications, Oosterhout 1970. (Studien und Materialien aus dem Institut für Menschen- und Menschheitskunde. 1)
- Arbeiten zur Ethnographie Sibiriens und Volkskunde Zentral-Europas. = Beiya-ZhongOu-minsu-diaocha. The Orient Cultural Service, Taipei 1973. (Asian Folkore and Social Life Monographs; 51)